# Temperatura del neutró
La temperatura de detecció de neutrons, també anomenada energia de neutrons, indica l'energia cinètica d'un neutró lliure, normalment donada en electronvolts. S'utilitza el terme temperatura, ja que els neutrons calents, tèrmics i freds es moderen en un medi amb una determinada temperatura. Aleshores, la distribució d'energia dels neutrons s'adapta a la distribució de Maxwell coneguda pel moviment tèrmic. Qualitativament, com més alta és la temperatura, més gran és l'energia cinètica dels neutrons lliures. El moment i la longitud d'ona del neutró estan relacionats a través de la relació de Broglie. La longitud d'ona llarga dels neutrons lents permet la gran secció transversal.

## Intervals de distribució d'energia de neutrons
Noms de rang d'energia de neutrons
| Energia de neutrons | Gamma energètica           |
| ------------------- | -------------------------- |
| 0,0 – 0,025 eV      | Neutrons freds (lents).    |
| 0,025 eV            | Neutrons tèrmics (a 20 °C) |
| 0,025–0,4 eV        | Neutrons epitèrmics        |
| 0,4-0,5 eV          | Neutrons de cadmi          |
| 0,5-10 eV           | Neutrons d'epicadmi        |
| 10-300 eV           | Neutrons de ressonància    |
| 300 eV–1 MeV        | Neutrons intermedis        |
| 1-20 MeV            | Neutrons ràpids            |
| > 20 MeV            | Neutrons ultra ràpids      |

Però s'observen diferents rangs amb diferents noms en altres fonts.

## Comparació del reactor de neutrons ràpids i el reactor de neutrons tèrmics
La majoria dels reactors de fissió són reactors de neutrons tèrmics que utilitzen un moderador de neutrons per alentir (" termalitzar ") els neutrons produïts per la fissió nuclear. La moderació augmenta substancialment la secció transversal de fissió per a nuclis fissils com l'urani-235 o el plutoni-239. A més, l'urani-238 té una secció transversal de captura molt més baixa per als neutrons tèrmics, la qual cosa permet que més neutrons provoquin la fissió de nuclis fissils i propaguen la reacció en cadena, en lloc de ser capturats per 238 U. La combinació d'aquests efectes permet als reactors d'aigua lleugera utilitzar urani poc enriquit. Els reactors d'aigua pesada i els reactors moderats amb grafit fins i tot poden utilitzar urani natural, ja que aquests moderadors tenen seccions transversals de captura de neutrons molt més baixes que l'aigua lleugera.